# Sean Parker
Sean Parker, född 3 december 1979, är en amerikansk entreprenör och filantrop. Han är medgrundare av fildelningsföretaget Napster och var den första VDn för det sociala nätverket Facebook. Han är också medgrundare av Plaxo, Causes och Airtime.  I mars 2015 uppskattades Parkers eget kapital att vara runt US$2,7 miljarder.

## Biografi
Parker studerade på Oakton High School i Vienna, Virginia. 1999 var han en av grundarna av fildelningsprogrammet Napster. Efter att Napster stängdes efter ett antal stämningsansökningar, gick han 2002 vidare med att grunda online-adressboken Plaxo. Han lämnade företaget av icke-publicerade skäl efter dispyter med två av investerarna, Sequoia Capital och Ram Shriram.
Efter att under en tid varit informell rådgivare åt Facebook-grundarna, blev han företagets VD när Facebook bolagiserades 2004. Under 2009, efter att en vän till Parker visat honom Spotify, kontaktade han Daniel Ek via mail, investerade pengar i företaget och förhandlade med musikbolagen Warner och Universal inför Spotifys lansering i USA. 